# Бемар, Ян Готтрау
Ян Готтрау Бемар, немецкий вариант — Йоганн Готтрау Бёмар (в.-луж. Jan Gotttrau Běmar, нем. Johann Gotttrau Böhmer, 28 августа 1710 года, деревня Будестецы, курфюршество Саксония — 11 июня 1779 года, там же) — лютеранский священнослужитель и серболужицкий писатель.

## Биография
Родился 28 августа 1710 года в деревне Будестецы в семье лютеранского пастора и серболужицкого переводчика Библии Яна Бемара. После окончания будишинской гимназии в 1728 году брал уроки у своего старшего брата Яна Готхольда и в 1732 году поступил в Лейпцигский университет, где первоначально изучал юриспруденцию и потом — теологию. Будучи студентом, участвовал в деятельности серболужицкого культурно-просветительской организации «Сербское проповедническое общество». После возвращения в 1733 году в Лужицу некоторое время работал домашним учителем. В 1740 году был назначен вспомогательным священником в лютеранский приход в родном селе Будестецы, где после смерти своего отца занял его место настоятеля.
Написал несколько религиозных сочинений на верхнелужицком языке. В 1751 году перевёл сочинение Мартина Лютера «Domjacu postilu».
Младший брат Яна Готхельфа и Яна Готхольда.